# Defesa Berlinense
|   | a | b | c | d | e | f | g | h |   |
| 8 | a8 preto torre · c8 preto bispo · d8 preto rainha · e8 preto rei · f8 preto bispo · h8 preto torre · a7 preto peão · b7 preto peão · c7 preto peão · d7 preto peão · f7 preto peão · g7 preto peão · h7 preto peão · c6 preto cavalo · f6 preto cavalo · b5 branco bispo · e5 preto peão · e4 branco peão · f3 branco cavalo · a2 branco peão · b2 branco peão · c2 branco peão · d2 branco peão · f2 branco peão · g2 branco peão · h2 branco peão · a1 branco torre · b1 branco cavalo · c1 branco bispo · d1 branco rainha · e1 branco rei · h1 branco torre | a8 preto torre · c8 preto bispo · d8 preto rainha · e8 preto rei · f8 preto bispo · h8 preto torre · a7 preto peão · b7 preto peão · c7 preto peão · d7 preto peão · f7 preto peão · g7 preto peão · h7 preto peão · c6 preto cavalo · f6 preto cavalo · b5 branco bispo · e5 preto peão · e4 branco peão · f3 branco cavalo · a2 branco peão · b2 branco peão · c2 branco peão · d2 branco peão · f2 branco peão · g2 branco peão · h2 branco peão · a1 branco torre · b1 branco cavalo · c1 branco bispo · d1 branco rainha · e1 branco rei · h1 branco torre | a8 preto torre · c8 preto bispo · d8 preto rainha · e8 preto rei · f8 preto bispo · h8 preto torre · a7 preto peão · b7 preto peão · c7 preto peão · d7 preto peão · f7 preto peão · g7 preto peão · h7 preto peão · c6 preto cavalo · f6 preto cavalo · b5 branco bispo · e5 preto peão · e4 branco peão · f3 branco cavalo · a2 branco peão · b2 branco peão · c2 branco peão · d2 branco peão · f2 branco peão · g2 branco peão · h2 branco peão · a1 branco torre · b1 branco cavalo · c1 branco bispo · d1 branco rainha · e1 branco rei · h1 branco torre | a8 preto torre · c8 preto bispo · d8 preto rainha · e8 preto rei · f8 preto bispo · h8 preto torre · a7 preto peão · b7 preto peão · c7 preto peão · d7 preto peão · f7 preto peão · g7 preto peão · h7 preto peão · c6 preto cavalo · f6 preto cavalo · b5 branco bispo · e5 preto peão · e4 branco peão · f3 branco cavalo · a2 branco peão · b2 branco peão · c2 branco peão · d2 branco peão · f2 branco peão · g2 branco peão · h2 branco peão · a1 branco torre · b1 branco cavalo · c1 branco bispo · d1 branco rainha · e1 branco rei · h1 branco torre | a8 preto torre · c8 preto bispo · d8 preto rainha · e8 preto rei · f8 preto bispo · h8 preto torre · a7 preto peão · b7 preto peão · c7 preto peão · d7 preto peão · f7 preto peão · g7 preto peão · h7 preto peão · c6 preto cavalo · f6 preto cavalo · b5 branco bispo · e5 preto peão · e4 branco peão · f3 branco cavalo · a2 branco peão · b2 branco peão · c2 branco peão · d2 branco peão · f2 branco peão · g2 branco peão · h2 branco peão · a1 branco torre · b1 branco cavalo · c1 branco bispo · d1 branco rainha · e1 branco rei · h1 branco torre | a8 preto torre · c8 preto bispo · d8 preto rainha · e8 preto rei · f8 preto bispo · h8 preto torre · a7 preto peão · b7 preto peão · c7 preto peão · d7 preto peão · f7 preto peão · g7 preto peão · h7 preto peão · c6 preto cavalo · f6 preto cavalo · b5 branco bispo · e5 preto peão · e4 branco peão · f3 branco cavalo · a2 branco peão · b2 branco peão · c2 branco peão · d2 branco peão · f2 branco peão · g2 branco peão · h2 branco peão · a1 branco torre · b1 branco cavalo · c1 branco bispo · d1 branco rainha · e1 branco rei · h1 branco torre | a8 preto torre · c8 preto bispo · d8 preto rainha · e8 preto rei · f8 preto bispo · h8 preto torre · a7 preto peão · b7 preto peão · c7 preto peão · d7 preto peão · f7 preto peão · g7 preto peão · h7 preto peão · c6 preto cavalo · f6 preto cavalo · b5 branco bispo · e5 preto peão · e4 branco peão · f3 branco cavalo · a2 branco peão · b2 branco peão · c2 branco peão · d2 branco peão · f2 branco peão · g2 branco peão · h2 branco peão · a1 branco torre · b1 branco cavalo · c1 branco bispo · d1 branco rainha · e1 branco rei · h1 branco torre | a8 preto torre · c8 preto bispo · d8 preto rainha · e8 preto rei · f8 preto bispo · h8 preto torre · a7 preto peão · b7 preto peão · c7 preto peão · d7 preto peão · f7 preto peão · g7 preto peão · h7 preto peão · c6 preto cavalo · f6 preto cavalo · b5 branco bispo · e5 preto peão · e4 branco peão · f3 branco cavalo · a2 branco peão · b2 branco peão · c2 branco peão · d2 branco peão · f2 branco peão · g2 branco peão · h2 branco peão · a1 branco torre · b1 branco cavalo · c1 branco bispo · d1 branco rainha · e1 branco rei · h1 branco torre | 8 |
| 7 | a8 preto torre · c8 preto bispo · d8 preto rainha · e8 preto rei · f8 preto bispo · h8 preto torre · a7 preto peão · b7 preto peão · c7 preto peão · d7 preto peão · f7 preto peão · g7 preto peão · h7 preto peão · c6 preto cavalo · f6 preto cavalo · b5 branco bispo · e5 preto peão · e4 branco peão · f3 branco cavalo · a2 branco peão · b2 branco peão · c2 branco peão · d2 branco peão · f2 branco peão · g2 branco peão · h2 branco peão · a1 branco torre · b1 branco cavalo · c1 branco bispo · d1 branco rainha · e1 branco rei · h1 branco torre | a8 preto torre · c8 preto bispo · d8 preto rainha · e8 preto rei · f8 preto bispo · h8 preto torre · a7 preto peão · b7 preto peão · c7 preto peão · d7 preto peão · f7 preto peão · g7 preto peão · h7 preto peão · c6 preto cavalo · f6 preto cavalo · b5 branco bispo · e5 preto peão · e4 branco peão · f3 branco cavalo · a2 branco peão · b2 branco peão · c2 branco peão · d2 branco peão · f2 branco peão · g2 branco peão · h2 branco peão · a1 branco torre · b1 branco cavalo · c1 branco bispo · d1 branco rainha · e1 branco rei · h1 branco torre | a8 preto torre · c8 preto bispo · d8 preto rainha · e8 preto rei · f8 preto bispo · h8 preto torre · a7 preto peão · b7 preto peão · c7 preto peão · d7 preto peão · f7 preto peão · g7 preto peão · h7 preto peão · c6 preto cavalo · f6 preto cavalo · b5 branco bispo · e5 preto peão · e4 branco peão · f3 branco cavalo · a2 branco peão · b2 branco peão · c2 branco peão · d2 branco peão · f2 branco peão · g2 branco peão · h2 branco peão · a1 branco torre · b1 branco cavalo · c1 branco bispo · d1 branco rainha · e1 branco rei · h1 branco torre | a8 preto torre · c8 preto bispo · d8 preto rainha · e8 preto rei · f8 preto bispo · h8 preto torre · a7 preto peão · b7 preto peão · c7 preto peão · d7 preto peão · f7 preto peão · g7 preto peão · h7 preto peão · c6 preto cavalo · f6 preto cavalo · b5 branco bispo · e5 preto peão · e4 branco peão · f3 branco cavalo · a2 branco peão · b2 branco peão · c2 branco peão · d2 branco peão · f2 branco peão · g2 branco peão · h2 branco peão · a1 branco torre · b1 branco cavalo · c1 branco bispo · d1 branco rainha · e1 branco rei · h1 branco torre | a8 preto torre · c8 preto bispo · d8 preto rainha · e8 preto rei · f8 preto bispo · h8 preto torre · a7 preto peão · b7 preto peão · c7 preto peão · d7 preto peão · f7 preto peão · g7 preto peão · h7 preto peão · c6 preto cavalo · f6 preto cavalo · b5 branco bispo · e5 preto peão · e4 branco peão · f3 branco cavalo · a2 branco peão · b2 branco peão · c2 branco peão · d2 branco peão · f2 branco peão · g2 branco peão · h2 branco peão · a1 branco torre · b1 branco cavalo · c1 branco bispo · d1 branco rainha · e1 branco rei · h1 branco torre | a8 preto torre · c8 preto bispo · d8 preto rainha · e8 preto rei · f8 preto bispo · h8 preto torre · a7 preto peão · b7 preto peão · c7 preto peão · d7 preto peão · f7 preto peão · g7 preto peão · h7 preto peão · c6 preto cavalo · f6 preto cavalo · b5 branco bispo · e5 preto peão · e4 branco peão · f3 branco cavalo · a2 branco peão · b2 branco peão · c2 branco peão · d2 branco peão · f2 branco peão · g2 branco peão · h2 branco peão · a1 branco torre · b1 branco cavalo · c1 branco bispo · d1 branco rainha · e1 branco rei · h1 branco torre | a8 preto torre · c8 preto bispo · d8 preto rainha · e8 preto rei · f8 preto bispo · h8 preto torre · a7 preto peão · b7 preto peão · c7 preto peão · d7 preto peão · f7 preto peão · g7 preto peão · h7 preto peão · c6 preto cavalo · f6 preto cavalo · b5 branco bispo · e5 preto peão · e4 branco peão · f3 branco cavalo · a2 branco peão · b2 branco peão · c2 branco peão · d2 branco peão · f2 branco peão · g2 branco peão · h2 branco peão · a1 branco torre · b1 branco cavalo · c1 branco bispo · d1 branco rainha · e1 branco rei · h1 branco torre | a8 preto torre · c8 preto bispo · d8 preto rainha · e8 preto rei · f8 preto bispo · h8 preto torre · a7 preto peão · b7 preto peão · c7 preto peão · d7 preto peão · f7 preto peão · g7 preto peão · h7 preto peão · c6 preto cavalo · f6 preto cavalo · b5 branco bispo · e5 preto peão · e4 branco peão · f3 branco cavalo · a2 branco peão · b2 branco peão · c2 branco peão · d2 branco peão · f2 branco peão · g2 branco peão · h2 branco peão · a1 branco torre · b1 branco cavalo · c1 branco bispo · d1 branco rainha · e1 branco rei · h1 branco torre | 7 |
| 6 | a8 preto torre · c8 preto bispo · d8 preto rainha · e8 preto rei · f8 preto bispo · h8 preto torre · a7 preto peão · b7 preto peão · c7 preto peão · d7 preto peão · f7 preto peão · g7 preto peão · h7 preto peão · c6 preto cavalo · f6 preto cavalo · b5 branco bispo · e5 preto peão · e4 branco peão · f3 branco cavalo · a2 branco peão · b2 branco peão · c2 branco peão · d2 branco peão · f2 branco peão · g2 branco peão · h2 branco peão · a1 branco torre · b1 branco cavalo · c1 branco bispo · d1 branco rainha · e1 branco rei · h1 branco torre | a8 preto torre · c8 preto bispo · d8 preto rainha · e8 preto rei · f8 preto bispo · h8 preto torre · a7 preto peão · b7 preto peão · c7 preto peão · d7 preto peão · f7 preto peão · g7 preto peão · h7 preto peão · c6 preto cavalo · f6 preto cavalo · b5 branco bispo · e5 preto peão · e4 branco peão · f3 branco cavalo · a2 branco peão · b2 branco peão · c2 branco peão · d2 branco peão · f2 branco peão · g2 branco peão · h2 branco peão · a1 branco torre · b1 branco cavalo · c1 branco bispo · d1 branco rainha · e1 branco rei · h1 branco torre | a8 preto torre · c8 preto bispo · d8 preto rainha · e8 preto rei · f8 preto bispo · h8 preto torre · a7 preto peão · b7 preto peão · c7 preto peão · d7 preto peão · f7 preto peão · g7 preto peão · h7 preto peão · c6 preto cavalo · f6 preto cavalo · b5 branco bispo · e5 preto peão · e4 branco peão · f3 branco cavalo · a2 branco peão · b2 branco peão · c2 branco peão · d2 branco peão · f2 branco peão · g2 branco peão · h2 branco peão · a1 branco torre · b1 branco cavalo · c1 branco bispo · d1 branco rainha · e1 branco rei · h1 branco torre | a8 preto torre · c8 preto bispo · d8 preto rainha · e8 preto rei · f8 preto bispo · h8 preto torre · a7 preto peão · b7 preto peão · c7 preto peão · d7 preto peão · f7 preto peão · g7 preto peão · h7 preto peão · c6 preto cavalo · f6 preto cavalo · b5 branco bispo · e5 preto peão · e4 branco peão · f3 branco cavalo · a2 branco peão · b2 branco peão · c2 branco peão · d2 branco peão · f2 branco peão · g2 branco peão · h2 branco peão · a1 branco torre · b1 branco cavalo · c1 branco bispo · d1 branco rainha · e1 branco rei · h1 branco torre | a8 preto torre · c8 preto bispo · d8 preto rainha · e8 preto rei · f8 preto bispo · h8 preto torre · a7 preto peão · b7 preto peão · c7 preto peão · d7 preto peão · f7 preto peão · g7 preto peão · h7 preto peão · c6 preto cavalo · f6 preto cavalo · b5 branco bispo · e5 preto peão · e4 branco peão · f3 branco cavalo · a2 branco peão · b2 branco peão · c2 branco peão · d2 branco peão · f2 branco peão · g2 branco peão · h2 branco peão · a1 branco torre · b1 branco cavalo · c1 branco bispo · d1 branco rainha · e1 branco rei · h1 branco torre | a8 preto torre · c8 preto bispo · d8 preto rainha · e8 preto rei · f8 preto bispo · h8 preto torre · a7 preto peão · b7 preto peão · c7 preto peão · d7 preto peão · f7 preto peão · g7 preto peão · h7 preto peão · c6 preto cavalo · f6 preto cavalo · b5 branco bispo · e5 preto peão · e4 branco peão · f3 branco cavalo · a2 branco peão · b2 branco peão · c2 branco peão · d2 branco peão · f2 branco peão · g2 branco peão · h2 branco peão · a1 branco torre · b1 branco cavalo · c1 branco bispo · d1 branco rainha · e1 branco rei · h1 branco torre | a8 preto torre · c8 preto bispo · d8 preto rainha · e8 preto rei · f8 preto bispo · h8 preto torre · a7 preto peão · b7 preto peão · c7 preto peão · d7 preto peão · f7 preto peão · g7 preto peão · h7 preto peão · c6 preto cavalo · f6 preto cavalo · b5 branco bispo · e5 preto peão · e4 branco peão · f3 branco cavalo · a2 branco peão · b2 branco peão · c2 branco peão · d2 branco peão · f2 branco peão · g2 branco peão · h2 branco peão · a1 branco torre · b1 branco cavalo · c1 branco bispo · d1 branco rainha · e1 branco rei · h1 branco torre | a8 preto torre · c8 preto bispo · d8 preto rainha · e8 preto rei · f8 preto bispo · h8 preto torre · a7 preto peão · b7 preto peão · c7 preto peão · d7 preto peão · f7 preto peão · g7 preto peão · h7 preto peão · c6 preto cavalo · f6 preto cavalo · b5 branco bispo · e5 preto peão · e4 branco peão · f3 branco cavalo · a2 branco peão · b2 branco peão · c2 branco peão · d2 branco peão · f2 branco peão · g2 branco peão · h2 branco peão · a1 branco torre · b1 branco cavalo · c1 branco bispo · d1 branco rainha · e1 branco rei · h1 branco torre | 6 |
| 5 | a8 preto torre · c8 preto bispo · d8 preto rainha · e8 preto rei · f8 preto bispo · h8 preto torre · a7 preto peão · b7 preto peão · c7 preto peão · d7 preto peão · f7 preto peão · g7 preto peão · h7 preto peão · c6 preto cavalo · f6 preto cavalo · b5 branco bispo · e5 preto peão · e4 branco peão · f3 branco cavalo · a2 branco peão · b2 branco peão · c2 branco peão · d2 branco peão · f2 branco peão · g2 branco peão · h2 branco peão · a1 branco torre · b1 branco cavalo · c1 branco bispo · d1 branco rainha · e1 branco rei · h1 branco torre | a8 preto torre · c8 preto bispo · d8 preto rainha · e8 preto rei · f8 preto bispo · h8 preto torre · a7 preto peão · b7 preto peão · c7 preto peão · d7 preto peão · f7 preto peão · g7 preto peão · h7 preto peão · c6 preto cavalo · f6 preto cavalo · b5 branco bispo · e5 preto peão · e4 branco peão · f3 branco cavalo · a2 branco peão · b2 branco peão · c2 branco peão · d2 branco peão · f2 branco peão · g2 branco peão · h2 branco peão · a1 branco torre · b1 branco cavalo · c1 branco bispo · d1 branco rainha · e1 branco rei · h1 branco torre | a8 preto torre · c8 preto bispo · d8 preto rainha · e8 preto rei · f8 preto bispo · h8 preto torre · a7 preto peão · b7 preto peão · c7 preto peão · d7 preto peão · f7 preto peão · g7 preto peão · h7 preto peão · c6 preto cavalo · f6 preto cavalo · b5 branco bispo · e5 preto peão · e4 branco peão · f3 branco cavalo · a2 branco peão · b2 branco peão · c2 branco peão · d2 branco peão · f2 branco peão · g2 branco peão · h2 branco peão · a1 branco torre · b1 branco cavalo · c1 branco bispo · d1 branco rainha · e1 branco rei · h1 branco torre | a8 preto torre · c8 preto bispo · d8 preto rainha · e8 preto rei · f8 preto bispo · h8 preto torre · a7 preto peão · b7 preto peão · c7 preto peão · d7 preto peão · f7 preto peão · g7 preto peão · h7 preto peão · c6 preto cavalo · f6 preto cavalo · b5 branco bispo · e5 preto peão · e4 branco peão · f3 branco cavalo · a2 branco peão · b2 branco peão · c2 branco peão · d2 branco peão · f2 branco peão · g2 branco peão · h2 branco peão · a1 branco torre · b1 branco cavalo · c1 branco bispo · d1 branco rainha · e1 branco rei · h1 branco torre | a8 preto torre · c8 preto bispo · d8 preto rainha · e8 preto rei · f8 preto bispo · h8 preto torre · a7 preto peão · b7 preto peão · c7 preto peão · d7 preto peão · f7 preto peão · g7 preto peão · h7 preto peão · c6 preto cavalo · f6 preto cavalo · b5 branco bispo · e5 preto peão · e4 branco peão · f3 branco cavalo · a2 branco peão · b2 branco peão · c2 branco peão · d2 branco peão · f2 branco peão · g2 branco peão · h2 branco peão · a1 branco torre · b1 branco cavalo · c1 branco bispo · d1 branco rainha · e1 branco rei · h1 branco torre | a8 preto torre · c8 preto bispo · d8 preto rainha · e8 preto rei · f8 preto bispo · h8 preto torre · a7 preto peão · b7 preto peão · c7 preto peão · d7 preto peão · f7 preto peão · g7 preto peão · h7 preto peão · c6 preto cavalo · f6 preto cavalo · b5 branco bispo · e5 preto peão · e4 branco peão · f3 branco cavalo · a2 branco peão · b2 branco peão · c2 branco peão · d2 branco peão · f2 branco peão · g2 branco peão · h2 branco peão · a1 branco torre · b1 branco cavalo · c1 branco bispo · d1 branco rainha · e1 branco rei · h1 branco torre | a8 preto torre · c8 preto bispo · d8 preto rainha · e8 preto rei · f8 preto bispo · h8 preto torre · a7 preto peão · b7 preto peão · c7 preto peão · d7 preto peão · f7 preto peão · g7 preto peão · h7 preto peão · c6 preto cavalo · f6 preto cavalo · b5 branco bispo · e5 preto peão · e4 branco peão · f3 branco cavalo · a2 branco peão · b2 branco peão · c2 branco peão · d2 branco peão · f2 branco peão · g2 branco peão · h2 branco peão · a1 branco torre · b1 branco cavalo · c1 branco bispo · d1 branco rainha · e1 branco rei · h1 branco torre | a8 preto torre · c8 preto bispo · d8 preto rainha · e8 preto rei · f8 preto bispo · h8 preto torre · a7 preto peão · b7 preto peão · c7 preto peão · d7 preto peão · f7 preto peão · g7 preto peão · h7 preto peão · c6 preto cavalo · f6 preto cavalo · b5 branco bispo · e5 preto peão · e4 branco peão · f3 branco cavalo · a2 branco peão · b2 branco peão · c2 branco peão · d2 branco peão · f2 branco peão · g2 branco peão · h2 branco peão · a1 branco torre · b1 branco cavalo · c1 branco bispo · d1 branco rainha · e1 branco rei · h1 branco torre | 5 |
| 4 | a8 preto torre · c8 preto bispo · d8 preto rainha · e8 preto rei · f8 preto bispo · h8 preto torre · a7 preto peão · b7 preto peão · c7 preto peão · d7 preto peão · f7 preto peão · g7 preto peão · h7 preto peão · c6 preto cavalo · f6 preto cavalo · b5 branco bispo · e5 preto peão · e4 branco peão · f3 branco cavalo · a2 branco peão · b2 branco peão · c2 branco peão · d2 branco peão · f2 branco peão · g2 branco peão · h2 branco peão · a1 branco torre · b1 branco cavalo · c1 branco bispo · d1 branco rainha · e1 branco rei · h1 branco torre | a8 preto torre · c8 preto bispo · d8 preto rainha · e8 preto rei · f8 preto bispo · h8 preto torre · a7 preto peão · b7 preto peão · c7 preto peão · d7 preto peão · f7 preto peão · g7 preto peão · h7 preto peão · c6 preto cavalo · f6 preto cavalo · b5 branco bispo · e5 preto peão · e4 branco peão · f3 branco cavalo · a2 branco peão · b2 branco peão · c2 branco peão · d2 branco peão · f2 branco peão · g2 branco peão · h2 branco peão · a1 branco torre · b1 branco cavalo · c1 branco bispo · d1 branco rainha · e1 branco rei · h1 branco torre | a8 preto torre · c8 preto bispo · d8 preto rainha · e8 preto rei · f8 preto bispo · h8 preto torre · a7 preto peão · b7 preto peão · c7 preto peão · d7 preto peão · f7 preto peão · g7 preto peão · h7 preto peão · c6 preto cavalo · f6 preto cavalo · b5 branco bispo · e5 preto peão · e4 branco peão · f3 branco cavalo · a2 branco peão · b2 branco peão · c2 branco peão · d2 branco peão · f2 branco peão · g2 branco peão · h2 branco peão · a1 branco torre · b1 branco cavalo · c1 branco bispo · d1 branco rainha · e1 branco rei · h1 branco torre | a8 preto torre · c8 preto bispo · d8 preto rainha · e8 preto rei · f8 preto bispo · h8 preto torre · a7 preto peão · b7 preto peão · c7 preto peão · d7 preto peão · f7 preto peão · g7 preto peão · h7 preto peão · c6 preto cavalo · f6 preto cavalo · b5 branco bispo · e5 preto peão · e4 branco peão · f3 branco cavalo · a2 branco peão · b2 branco peão · c2 branco peão · d2 branco peão · f2 branco peão · g2 branco peão · h2 branco peão · a1 branco torre · b1 branco cavalo · c1 branco bispo · d1 branco rainha · e1 branco rei · h1 branco torre | a8 preto torre · c8 preto bispo · d8 preto rainha · e8 preto rei · f8 preto bispo · h8 preto torre · a7 preto peão · b7 preto peão · c7 preto peão · d7 preto peão · f7 preto peão · g7 preto peão · h7 preto peão · c6 preto cavalo · f6 preto cavalo · b5 branco bispo · e5 preto peão · e4 branco peão · f3 branco cavalo · a2 branco peão · b2 branco peão · c2 branco peão · d2 branco peão · f2 branco peão · g2 branco peão · h2 branco peão · a1 branco torre · b1 branco cavalo · c1 branco bispo · d1 branco rainha · e1 branco rei · h1 branco torre | a8 preto torre · c8 preto bispo · d8 preto rainha · e8 preto rei · f8 preto bispo · h8 preto torre · a7 preto peão · b7 preto peão · c7 preto peão · d7 preto peão · f7 preto peão · g7 preto peão · h7 preto peão · c6 preto cavalo · f6 preto cavalo · b5 branco bispo · e5 preto peão · e4 branco peão · f3 branco cavalo · a2 branco peão · b2 branco peão · c2 branco peão · d2 branco peão · f2 branco peão · g2 branco peão · h2 branco peão · a1 branco torre · b1 branco cavalo · c1 branco bispo · d1 branco rainha · e1 branco rei · h1 branco torre | a8 preto torre · c8 preto bispo · d8 preto rainha · e8 preto rei · f8 preto bispo · h8 preto torre · a7 preto peão · b7 preto peão · c7 preto peão · d7 preto peão · f7 preto peão · g7 preto peão · h7 preto peão · c6 preto cavalo · f6 preto cavalo · b5 branco bispo · e5 preto peão · e4 branco peão · f3 branco cavalo · a2 branco peão · b2 branco peão · c2 branco peão · d2 branco peão · f2 branco peão · g2 branco peão · h2 branco peão · a1 branco torre · b1 branco cavalo · c1 branco bispo · d1 branco rainha · e1 branco rei · h1 branco torre | a8 preto torre · c8 preto bispo · d8 preto rainha · e8 preto rei · f8 preto bispo · h8 preto torre · a7 preto peão · b7 preto peão · c7 preto peão · d7 preto peão · f7 preto peão · g7 preto peão · h7 preto peão · c6 preto cavalo · f6 preto cavalo · b5 branco bispo · e5 preto peão · e4 branco peão · f3 branco cavalo · a2 branco peão · b2 branco peão · c2 branco peão · d2 branco peão · f2 branco peão · g2 branco peão · h2 branco peão · a1 branco torre · b1 branco cavalo · c1 branco bispo · d1 branco rainha · e1 branco rei · h1 branco torre | 4 |
| 3 | a8 preto torre · c8 preto bispo · d8 preto rainha · e8 preto rei · f8 preto bispo · h8 preto torre · a7 preto peão · b7 preto peão · c7 preto peão · d7 preto peão · f7 preto peão · g7 preto peão · h7 preto peão · c6 preto cavalo · f6 preto cavalo · b5 branco bispo · e5 preto peão · e4 branco peão · f3 branco cavalo · a2 branco peão · b2 branco peão · c2 branco peão · d2 branco peão · f2 branco peão · g2 branco peão · h2 branco peão · a1 branco torre · b1 branco cavalo · c1 branco bispo · d1 branco rainha · e1 branco rei · h1 branco torre | a8 preto torre · c8 preto bispo · d8 preto rainha · e8 preto rei · f8 preto bispo · h8 preto torre · a7 preto peão · b7 preto peão · c7 preto peão · d7 preto peão · f7 preto peão · g7 preto peão · h7 preto peão · c6 preto cavalo · f6 preto cavalo · b5 branco bispo · e5 preto peão · e4 branco peão · f3 branco cavalo · a2 branco peão · b2 branco peão · c2 branco peão · d2 branco peão · f2 branco peão · g2 branco peão · h2 branco peão · a1 branco torre · b1 branco cavalo · c1 branco bispo · d1 branco rainha · e1 branco rei · h1 branco torre | a8 preto torre · c8 preto bispo · d8 preto rainha · e8 preto rei · f8 preto bispo · h8 preto torre · a7 preto peão · b7 preto peão · c7 preto peão · d7 preto peão · f7 preto peão · g7 preto peão · h7 preto peão · c6 preto cavalo · f6 preto cavalo · b5 branco bispo · e5 preto peão · e4 branco peão · f3 branco cavalo · a2 branco peão · b2 branco peão · c2 branco peão · d2 branco peão · f2 branco peão · g2 branco peão · h2 branco peão · a1 branco torre · b1 branco cavalo · c1 branco bispo · d1 branco rainha · e1 branco rei · h1 branco torre | a8 preto torre · c8 preto bispo · d8 preto rainha · e8 preto rei · f8 preto bispo · h8 preto torre · a7 preto peão · b7 preto peão · c7 preto peão · d7 preto peão · f7 preto peão · g7 preto peão · h7 preto peão · c6 preto cavalo · f6 preto cavalo · b5 branco bispo · e5 preto peão · e4 branco peão · f3 branco cavalo · a2 branco peão · b2 branco peão · c2 branco peão · d2 branco peão · f2 branco peão · g2 branco peão · h2 branco peão · a1 branco torre · b1 branco cavalo · c1 branco bispo · d1 branco rainha · e1 branco rei · h1 branco torre | a8 preto torre · c8 preto bispo · d8 preto rainha · e8 preto rei · f8 preto bispo · h8 preto torre · a7 preto peão · b7 preto peão · c7 preto peão · d7 preto peão · f7 preto peão · g7 preto peão · h7 preto peão · c6 preto cavalo · f6 preto cavalo · b5 branco bispo · e5 preto peão · e4 branco peão · f3 branco cavalo · a2 branco peão · b2 branco peão · c2 branco peão · d2 branco peão · f2 branco peão · g2 branco peão · h2 branco peão · a1 branco torre · b1 branco cavalo · c1 branco bispo · d1 branco rainha · e1 branco rei · h1 branco torre | a8 preto torre · c8 preto bispo · d8 preto rainha · e8 preto rei · f8 preto bispo · h8 preto torre · a7 preto peão · b7 preto peão · c7 preto peão · d7 preto peão · f7 preto peão · g7 preto peão · h7 preto peão · c6 preto cavalo · f6 preto cavalo · b5 branco bispo · e5 preto peão · e4 branco peão · f3 branco cavalo · a2 branco peão · b2 branco peão · c2 branco peão · d2 branco peão · f2 branco peão · g2 branco peão · h2 branco peão · a1 branco torre · b1 branco cavalo · c1 branco bispo · d1 branco rainha · e1 branco rei · h1 branco torre | a8 preto torre · c8 preto bispo · d8 preto rainha · e8 preto rei · f8 preto bispo · h8 preto torre · a7 preto peão · b7 preto peão · c7 preto peão · d7 preto peão · f7 preto peão · g7 preto peão · h7 preto peão · c6 preto cavalo · f6 preto cavalo · b5 branco bispo · e5 preto peão · e4 branco peão · f3 branco cavalo · a2 branco peão · b2 branco peão · c2 branco peão · d2 branco peão · f2 branco peão · g2 branco peão · h2 branco peão · a1 branco torre · b1 branco cavalo · c1 branco bispo · d1 branco rainha · e1 branco rei · h1 branco torre | a8 preto torre · c8 preto bispo · d8 preto rainha · e8 preto rei · f8 preto bispo · h8 preto torre · a7 preto peão · b7 preto peão · c7 preto peão · d7 preto peão · f7 preto peão · g7 preto peão · h7 preto peão · c6 preto cavalo · f6 preto cavalo · b5 branco bispo · e5 preto peão · e4 branco peão · f3 branco cavalo · a2 branco peão · b2 branco peão · c2 branco peão · d2 branco peão · f2 branco peão · g2 branco peão · h2 branco peão · a1 branco torre · b1 branco cavalo · c1 branco bispo · d1 branco rainha · e1 branco rei · h1 branco torre | 3 |
| 2 | a8 preto torre · c8 preto bispo · d8 preto rainha · e8 preto rei · f8 preto bispo · h8 preto torre · a7 preto peão · b7 preto peão · c7 preto peão · d7 preto peão · f7 preto peão · g7 preto peão · h7 preto peão · c6 preto cavalo · f6 preto cavalo · b5 branco bispo · e5 preto peão · e4 branco peão · f3 branco cavalo · a2 branco peão · b2 branco peão · c2 branco peão · d2 branco peão · f2 branco peão · g2 branco peão · h2 branco peão · a1 branco torre · b1 branco cavalo · c1 branco bispo · d1 branco rainha · e1 branco rei · h1 branco torre | a8 preto torre · c8 preto bispo · d8 preto rainha · e8 preto rei · f8 preto bispo · h8 preto torre · a7 preto peão · b7 preto peão · c7 preto peão · d7 preto peão · f7 preto peão · g7 preto peão · h7 preto peão · c6 preto cavalo · f6 preto cavalo · b5 branco bispo · e5 preto peão · e4 branco peão · f3 branco cavalo · a2 branco peão · b2 branco peão · c2 branco peão · d2 branco peão · f2 branco peão · g2 branco peão · h2 branco peão · a1 branco torre · b1 branco cavalo · c1 branco bispo · d1 branco rainha · e1 branco rei · h1 branco torre | a8 preto torre · c8 preto bispo · d8 preto rainha · e8 preto rei · f8 preto bispo · h8 preto torre · a7 preto peão · b7 preto peão · c7 preto peão · d7 preto peão · f7 preto peão · g7 preto peão · h7 preto peão · c6 preto cavalo · f6 preto cavalo · b5 branco bispo · e5 preto peão · e4 branco peão · f3 branco cavalo · a2 branco peão · b2 branco peão · c2 branco peão · d2 branco peão · f2 branco peão · g2 branco peão · h2 branco peão · a1 branco torre · b1 branco cavalo · c1 branco bispo · d1 branco rainha · e1 branco rei · h1 branco torre | a8 preto torre · c8 preto bispo · d8 preto rainha · e8 preto rei · f8 preto bispo · h8 preto torre · a7 preto peão · b7 preto peão · c7 preto peão · d7 preto peão · f7 preto peão · g7 preto peão · h7 preto peão · c6 preto cavalo · f6 preto cavalo · b5 branco bispo · e5 preto peão · e4 branco peão · f3 branco cavalo · a2 branco peão · b2 branco peão · c2 branco peão · d2 branco peão · f2 branco peão · g2 branco peão · h2 branco peão · a1 branco torre · b1 branco cavalo · c1 branco bispo · d1 branco rainha · e1 branco rei · h1 branco torre | a8 preto torre · c8 preto bispo · d8 preto rainha · e8 preto rei · f8 preto bispo · h8 preto torre · a7 preto peão · b7 preto peão · c7 preto peão · d7 preto peão · f7 preto peão · g7 preto peão · h7 preto peão · c6 preto cavalo · f6 preto cavalo · b5 branco bispo · e5 preto peão · e4 branco peão · f3 branco cavalo · a2 branco peão · b2 branco peão · c2 branco peão · d2 branco peão · f2 branco peão · g2 branco peão · h2 branco peão · a1 branco torre · b1 branco cavalo · c1 branco bispo · d1 branco rainha · e1 branco rei · h1 branco torre | a8 preto torre · c8 preto bispo · d8 preto rainha · e8 preto rei · f8 preto bispo · h8 preto torre · a7 preto peão · b7 preto peão · c7 preto peão · d7 preto peão · f7 preto peão · g7 preto peão · h7 preto peão · c6 preto cavalo · f6 preto cavalo · b5 branco bispo · e5 preto peão · e4 branco peão · f3 branco cavalo · a2 branco peão · b2 branco peão · c2 branco peão · d2 branco peão · f2 branco peão · g2 branco peão · h2 branco peão · a1 branco torre · b1 branco cavalo · c1 branco bispo · d1 branco rainha · e1 branco rei · h1 branco torre | a8 preto torre · c8 preto bispo · d8 preto rainha · e8 preto rei · f8 preto bispo · h8 preto torre · a7 preto peão · b7 preto peão · c7 preto peão · d7 preto peão · f7 preto peão · g7 preto peão · h7 preto peão · c6 preto cavalo · f6 preto cavalo · b5 branco bispo · e5 preto peão · e4 branco peão · f3 branco cavalo · a2 branco peão · b2 branco peão · c2 branco peão · d2 branco peão · f2 branco peão · g2 branco peão · h2 branco peão · a1 branco torre · b1 branco cavalo · c1 branco bispo · d1 branco rainha · e1 branco rei · h1 branco torre | a8 preto torre · c8 preto bispo · d8 preto rainha · e8 preto rei · f8 preto bispo · h8 preto torre · a7 preto peão · b7 preto peão · c7 preto peão · d7 preto peão · f7 preto peão · g7 preto peão · h7 preto peão · c6 preto cavalo · f6 preto cavalo · b5 branco bispo · e5 preto peão · e4 branco peão · f3 branco cavalo · a2 branco peão · b2 branco peão · c2 branco peão · d2 branco peão · f2 branco peão · g2 branco peão · h2 branco peão · a1 branco torre · b1 branco cavalo · c1 branco bispo · d1 branco rainha · e1 branco rei · h1 branco torre | 2 |
| 1 | a8 preto torre · c8 preto bispo · d8 preto rainha · e8 preto rei · f8 preto bispo · h8 preto torre · a7 preto peão · b7 preto peão · c7 preto peão · d7 preto peão · f7 preto peão · g7 preto peão · h7 preto peão · c6 preto cavalo · f6 preto cavalo · b5 branco bispo · e5 preto peão · e4 branco peão · f3 branco cavalo · a2 branco peão · b2 branco peão · c2 branco peão · d2 branco peão · f2 branco peão · g2 branco peão · h2 branco peão · a1 branco torre · b1 branco cavalo · c1 branco bispo · d1 branco rainha · e1 branco rei · h1 branco torre | a8 preto torre · c8 preto bispo · d8 preto rainha · e8 preto rei · f8 preto bispo · h8 preto torre · a7 preto peão · b7 preto peão · c7 preto peão · d7 preto peão · f7 preto peão · g7 preto peão · h7 preto peão · c6 preto cavalo · f6 preto cavalo · b5 branco bispo · e5 preto peão · e4 branco peão · f3 branco cavalo · a2 branco peão · b2 branco peão · c2 branco peão · d2 branco peão · f2 branco peão · g2 branco peão · h2 branco peão · a1 branco torre · b1 branco cavalo · c1 branco bispo · d1 branco rainha · e1 branco rei · h1 branco torre | a8 preto torre · c8 preto bispo · d8 preto rainha · e8 preto rei · f8 preto bispo · h8 preto torre · a7 preto peão · b7 preto peão · c7 preto peão · d7 preto peão · f7 preto peão · g7 preto peão · h7 preto peão · c6 preto cavalo · f6 preto cavalo · b5 branco bispo · e5 preto peão · e4 branco peão · f3 branco cavalo · a2 branco peão · b2 branco peão · c2 branco peão · d2 branco peão · f2 branco peão · g2 branco peão · h2 branco peão · a1 branco torre · b1 branco cavalo · c1 branco bispo · d1 branco rainha · e1 branco rei · h1 branco torre | a8 preto torre · c8 preto bispo · d8 preto rainha · e8 preto rei · f8 preto bispo · h8 preto torre · a7 preto peão · b7 preto peão · c7 preto peão · d7 preto peão · f7 preto peão · g7 preto peão · h7 preto peão · c6 preto cavalo · f6 preto cavalo · b5 branco bispo · e5 preto peão · e4 branco peão · f3 branco cavalo · a2 branco peão · b2 branco peão · c2 branco peão · d2 branco peão · f2 branco peão · g2 branco peão · h2 branco peão · a1 branco torre · b1 branco cavalo · c1 branco bispo · d1 branco rainha · e1 branco rei · h1 branco torre | a8 preto torre · c8 preto bispo · d8 preto rainha · e8 preto rei · f8 preto bispo · h8 preto torre · a7 preto peão · b7 preto peão · c7 preto peão · d7 preto peão · f7 preto peão · g7 preto peão · h7 preto peão · c6 preto cavalo · f6 preto cavalo · b5 branco bispo · e5 preto peão · e4 branco peão · f3 branco cavalo · a2 branco peão · b2 branco peão · c2 branco peão · d2 branco peão · f2 branco peão · g2 branco peão · h2 branco peão · a1 branco torre · b1 branco cavalo · c1 branco bispo · d1 branco rainha · e1 branco rei · h1 branco torre | a8 preto torre · c8 preto bispo · d8 preto rainha · e8 preto rei · f8 preto bispo · h8 preto torre · a7 preto peão · b7 preto peão · c7 preto peão · d7 preto peão · f7 preto peão · g7 preto peão · h7 preto peão · c6 preto cavalo · f6 preto cavalo · b5 branco bispo · e5 preto peão · e4 branco peão · f3 branco cavalo · a2 branco peão · b2 branco peão · c2 branco peão · d2 branco peão · f2 branco peão · g2 branco peão · h2 branco peão · a1 branco torre · b1 branco cavalo · c1 branco bispo · d1 branco rainha · e1 branco rei · h1 branco torre | a8 preto torre · c8 preto bispo · d8 preto rainha · e8 preto rei · f8 preto bispo · h8 preto torre · a7 preto peão · b7 preto peão · c7 preto peão · d7 preto peão · f7 preto peão · g7 preto peão · h7 preto peão · c6 preto cavalo · f6 preto cavalo · b5 branco bispo · e5 preto peão · e4 branco peão · f3 branco cavalo · a2 branco peão · b2 branco peão · c2 branco peão · d2 branco peão · f2 branco peão · g2 branco peão · h2 branco peão · a1 branco torre · b1 branco cavalo · c1 branco bispo · d1 branco rainha · e1 branco rei · h1 branco torre | a8 preto torre · c8 preto bispo · d8 preto rainha · e8 preto rei · f8 preto bispo · h8 preto torre · a7 preto peão · b7 preto peão · c7 preto peão · d7 preto peão · f7 preto peão · g7 preto peão · h7 preto peão · c6 preto cavalo · f6 preto cavalo · b5 branco bispo · e5 preto peão · e4 branco peão · f3 branco cavalo · a2 branco peão · b2 branco peão · c2 branco peão · d2 branco peão · f2 branco peão · g2 branco peão · h2 branco peão · a1 branco torre · b1 branco cavalo · c1 branco bispo · d1 branco rainha · e1 branco rei · h1 branco torre | 1 |
|   | a | b | c | d | e | f | g | h |   |

A Defesa Berlinense é uma defesa do xadrez que se produz após os movimentos:
1.e4 e5
2.Cf3 Cc6
3.Bb5 Cf6
Apesar da possibilidade de dobrar os peões das pretas, as brancas optam por não capturar o cavalo inicialmente com o intuito de garantir a vantagem no desenvolvimento de suas peças.
A ECO registra esta abertura do código C65 ao C67 com um total de 27 variações.